# The Mighty Lemon Drops
The Mighty Lemon Drops — британская группа, действовавшая в период 1985—1992 гг. Источник Allmusic охарактеризовал их, как пост-панк-группу с оттенком психоделии и поп-звучанием гитар, и сравнил их с ливерпульской группой Echo & the Bunnymen.
Изначально, группа объединилась под названием Sherbet Monsters, в состав которой входили вокалист/гитарист Paul Marsh, гитарист Dave Newton, басист Tony Linehan и барабанщик Keith Rowley. В декабре 1985 года у них появился дебютный сингл Like an Angel на инди-лейбле Dreamworld Records, который достиг первой позиции в британском инди-чарте. После участия на влиятельном сборнике C86 журнала NME, группа подписала контракт с лейблом Blue Guitar Records (новым подразделением Chrysalis) в Великобритании и лейблом Sire в Северной Америке для издания дебютного альбома Happy Head (1986). Альбом высоко оценили критики, журнал Sounds даже выбрал его одним из 50 лучших альбомов 1986 года. После чего вышел Out of Hand (1987), вслед за которым появился World Without End (1988) с хитом Inside Out. Последний альбом достиг 33 позиции в британских чартах и первой позиции в американском колледж-чарте в 1988 году. В этом же году они расстались с Chrysalis, но пролонгировали контракт с Sire в штатах. Во время подготовки четвёртого альбома Laughter (1989) басист Linehan покинул группу, на место которого пришёл Marcus Williams. Группа сохранила популярность на американской рок-сцене в конце 1980-х, в итоге Laughter дебютировал под № 1 в колледж-чарте, даже сумев взломать Billboard Top 200. Группа продолжила сочинять и записывать свой фирменный мелодичный альт-поп, издав Sound… Goodbye to Your Standards (1991) и последний студийный альбом Ricochet (1992), до своего распада в том же году.

## Дискография

### Синглы
- «Like An Angel» 1985
- «The Other Side Of You» 1986 — No. 67 UK Singles Chart[2]
- «My Biggest Thrill» 1986
- «Out Of Hand» 1987 — UK No. 66
- «Inside Out» 1988 — UK No. 74
- «Fall Down (Like The Rain)» 1988
- «Into The Heart Of Love» 1989
- «Beautiful Shame» 1989
- «Too High» (Remix) 1991
- «Unkind» (Remix) 1991[3]

### Студийные альбомы
- Happy Head 1986 — UK No. 58
- Out of Hand 1987
- World Without End 1988 — UK No. 34
- Laughter 1989 — US No. 195
- Sound… Goodbye to Your Standards 1991
- Ricochet 1992

### Концертные альбомы
- All The Way (Live In Cincinnati) 1993
- Young, Gifted, & Black Country 2004[2]

### Сборники
- Rollercoaster: The Best Of The Mighty Lemon Drops 1997

## Видеоклипы
- The Mighty Lemon Drops — My Biggest Thrill
- The Mighty Lemon Drops — Inside Out
- The Mighty Lemon Drops — Out Of Hand
- The Mighty Lemon Drops — Too High
- The Mighty Lemon Drops — Fall Down (Like The Rain)
- The Mighty Lemon Drops — Into The Heart Of Love
- The Mighty Lemon Drops — Into The Sun